# Johannes Fink (Jazzmusiker)

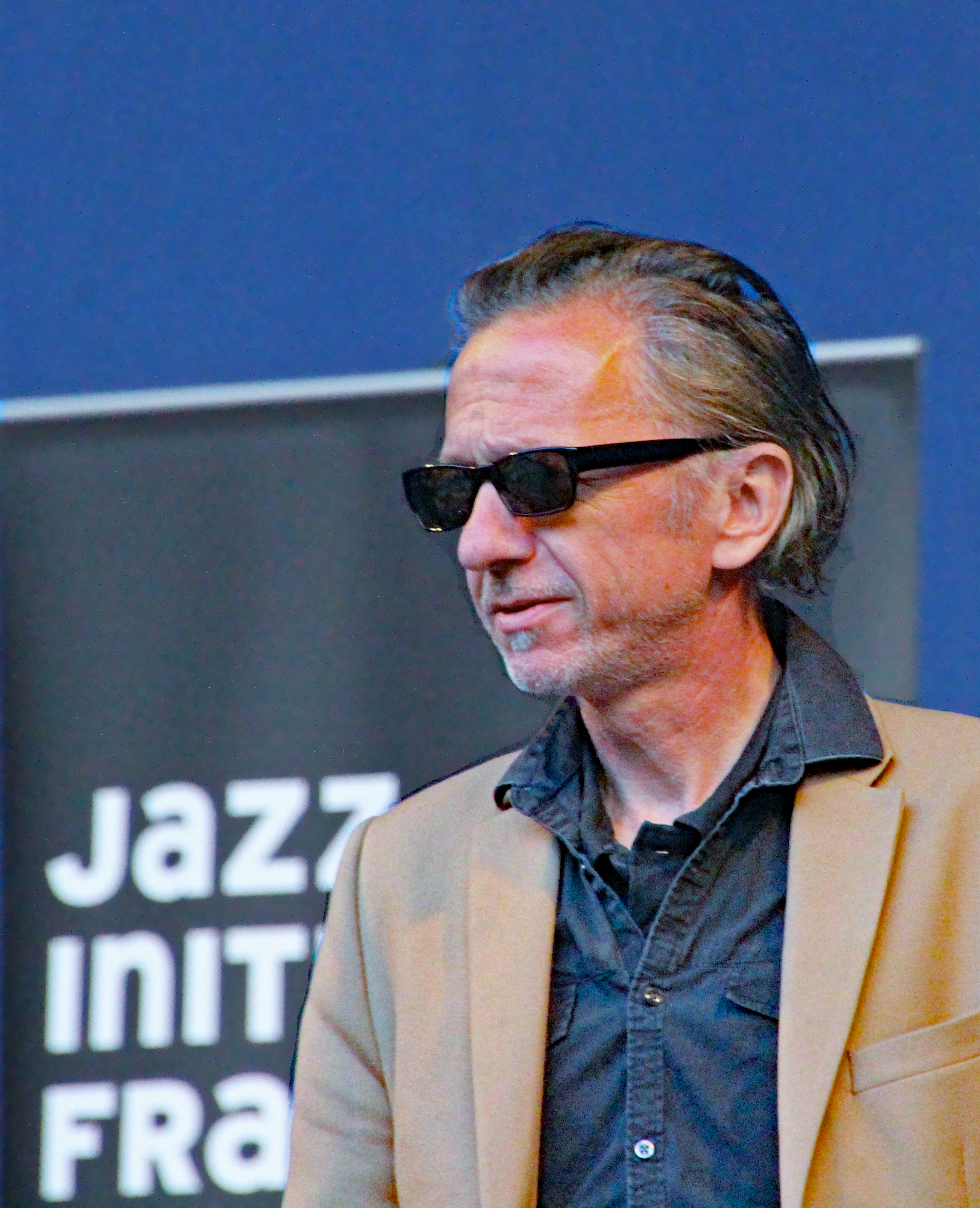
Johannes Fink 2016 im Frankfurter Palmengarten

Johannes Fink (* 1964) ist ein deutscher Jazzbassist, Cellist und Komponist.

## Leben und Wirken
Johannes Fink stammt aus einer Musikerfamilie; sein Großvater, Johann Fink, war Organist und Chorleiter; sein Vater, Thomas Fink, war Jazzpianist.
Bevor er mit 24 Jahren autodidaktisch auf Kontrabass umstieg, lernte er seit seinem 5. Lebensjahr die Instrumente Klavier, Schlagzeug und Gitarre. Mit 27 studierte er für ca. 10 Wochen Kontrabass an der Musikhochschule Würzburg, wo er als Nebenfach Cello belegte und bei einer Schülerin Pablo Casals unterrichtet wurde.
Als er 1996 nach Berlin zog wurde er Mitglied bei Aki Takase (& the good boys), Erdmann 3000 (mit Daniel Erdmann, Frank Möbus, John Schröder), Plastiline Black Sheep (mit Adam Pierończyk, Maurice de Martin), Vierergruppe Gschlössl (mit Gerhard Gschlößl, Rudi Mahall, Christian Lillinger) und spielte weltweit für das Goethe-Institut mit seiner neugegründeten Band ,Günter Adler’ (mit Rudi Mahall, Daniel Erdmann, Heinrich Köbberling). Nachdem er außerdem mit Musikern wie Lee Konitz, Alexander von Schlippenbach, Tim Berne, Kurt Rosenwinkel, Joachim Kühn, Yves Robert, Michael Wollny, Marc Ducret, Herb Robertson, Louis Sclavis u. v. a. Livekonzerte spielte, wurde er Mitglied bei Rolf Kühn (mit Ronny Graupe, Christian Lillinger) und Heinz Sauer/D.Erdmann (mit Christophe Marguet). Daraufhin wirkte er auch als Cellist bei Reich durch Jazz (R.Mahall, G.Gschlößl, Jan Roder, Michael Griener) und Vorwärts-Rückwärts (G.Gschlößl, Maike Hilbig) mit. Sein aktuelles Trio ist "Fink 70s Revisited mit Silke Eberhard am Altsaxofon und Tilo Weber am Schlagzeug. Sein Cello ließ er als 5-Saiter mit der Stimmung H-E-A-D-G umbauen.

## Diskografie (Auswahl)

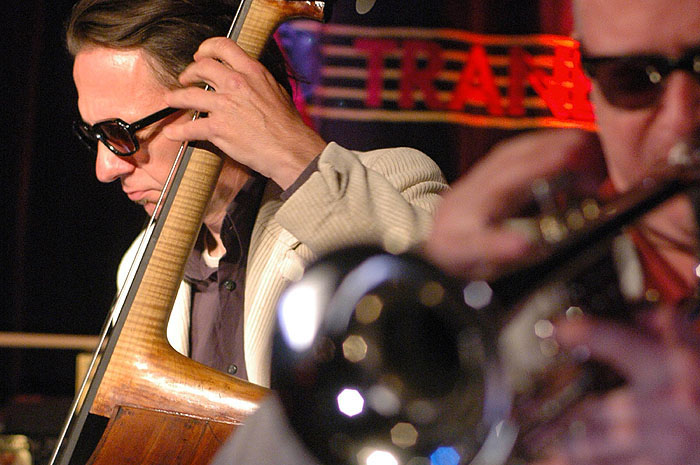
Johannes Fink (mit Bruno Leicht) 2007 im A-Trane

- Günter Adler Live in Asien (Meta Records, 2003)
- Larry Porter Trio, mit Olli Steidle (Meta, 2002)
- Erdmann 3000: Welcome to E3K (Enja, 2004)
- Thomas Fink Trio mit Heinrich Köbberling, Drums (Atelier Sawano, 2003)
- Der Moment, mit Gerhard Gschlössl und Matthias Rosenbauer (jazzwerkstatt, 2008)
- Fink 70s Revisited ,Sound of Music' Jazzwerkstatt 2022
- Aki Takase and the Good Boys, Procreation (Enja, 2004)
- Erdmann 3000: Live in Berlin (Quark Records, 2010)
- La Dolce Vita, Music by Nino Rota mit Claudio Puntin, Jörg Brinkmann (Jazzwerkstatt, 2010)
- Gulf of Berlin, mit Gebhard Ullmann, Gerhard Gschlössl, Jan Leipnitz (JWS, 2014)
- Rolf Kühn Unit, Stereo (MPS, 2015)
- Hannes Selig, Johannes Fink, Oliver Steidle: Live auf AEG (2019)
- Silke Eberhard Potsa Lotsa XL: Chamber Works (2023)